# Plains, Plateaus and Mountains
Plains, Plateaus and Mountains är Loosegoats andra studioalbum, utgivet 1999.

## Låtlista
Alla låtar är skrivna av Christian Kjellvander.
1. "Adversity" - 4:31
2. "Casillero del Diablo" - 4:04
3. "Juan de Fuca" - 3:44
4. "STT" - 4:12
5. "A Mother's Cry" - 5:02
6. "Sacred Ground" - 3:52
7. "Palace of Dynasty" - 4:09
8. "Indian Eagle" - 4:19
9. "Oakbridge" - 3:25
10. "Broken Bay" - 4:22
11. "Feeling Deluxe" - 3:53
12. "Lizard Sheet" - 3:33
13. "New Season" - 4:35
14. "Stum Mountain Man" - 11:24

## Medverkande musiker
- Christian Kjellvander – sång, akustisk gitarr, elgitarr, orgel, äggskallra, körsång, piano, bas, munspel, triangel, banjo.
- Magnus Melliander – elgitarr, slidegitarr, lap steel, mandolin, akustisk gitarr.
- Johan Hansson – trummor, körsång, timpani, percussion.
- Anders Tingsek – bas, körsång, äggskallra.
- Erik Hjärpe – orgel, piano, hammondorgel.
- Martin Johansson – pedal steel.
- Mark Haines – tamburin.
- Johanna Dahl – cello.
- Lotten Zimmergren – cello.
- Ylva Wålstedt – viola.
- Åsa Johansson – violin.
- Charlotte Cederblom – fiol.
- Sally Timms – körsång.

## Mottagande
Dagensskiva.com gav betyget 7/10 och Nöjesguiden 4/6.

## Övrigt
Låten "Stum Mountain Man" är tillägnad Christian Kjellvanders bortgågna pappa, Jan Kjellvander.